# Понсе де Леон, Наталья

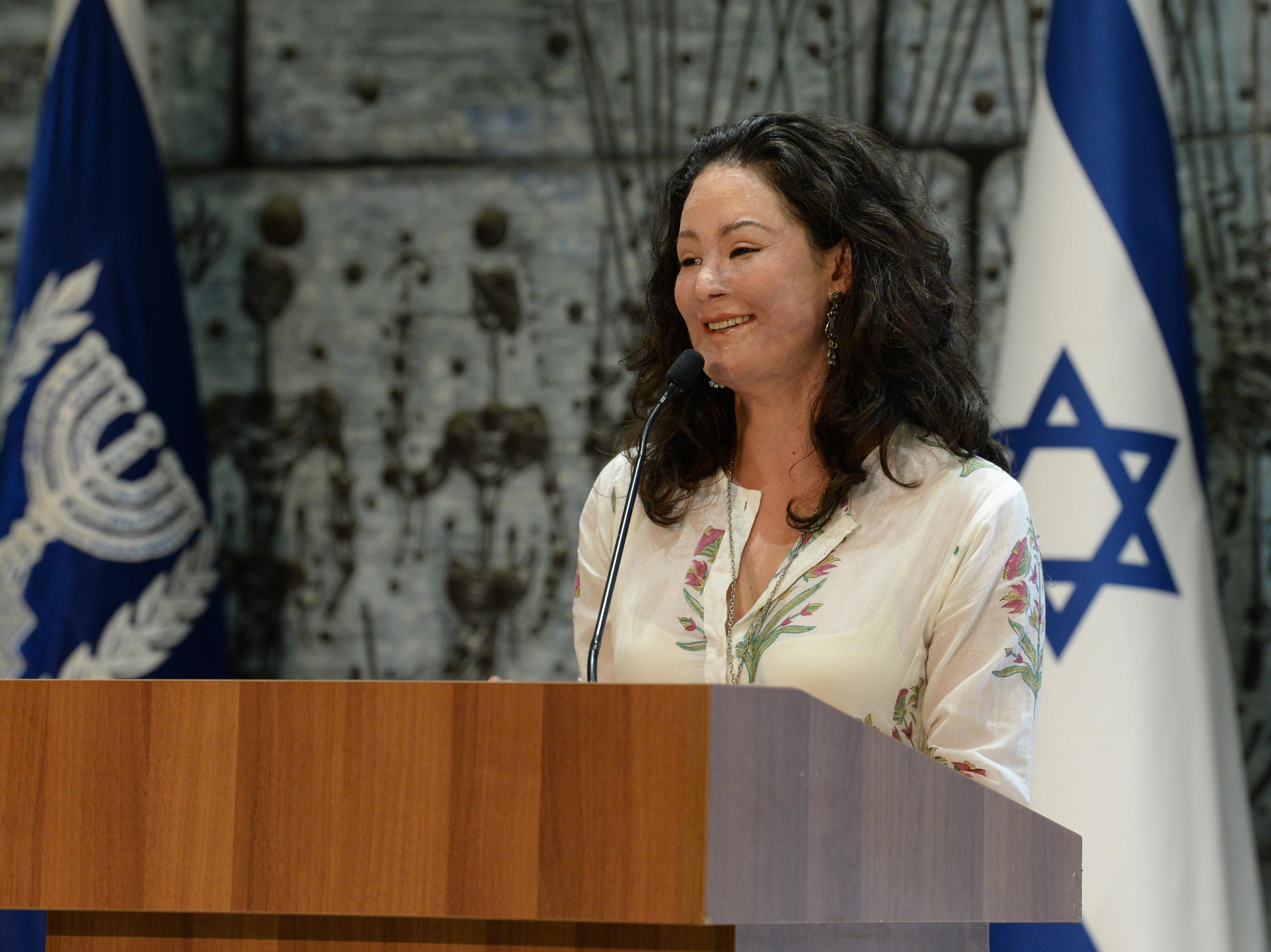
Наталья Понсе де Леон на 30-й Международной конференции женщин-лидеров МАШАВ в Израиле, май 2018 года

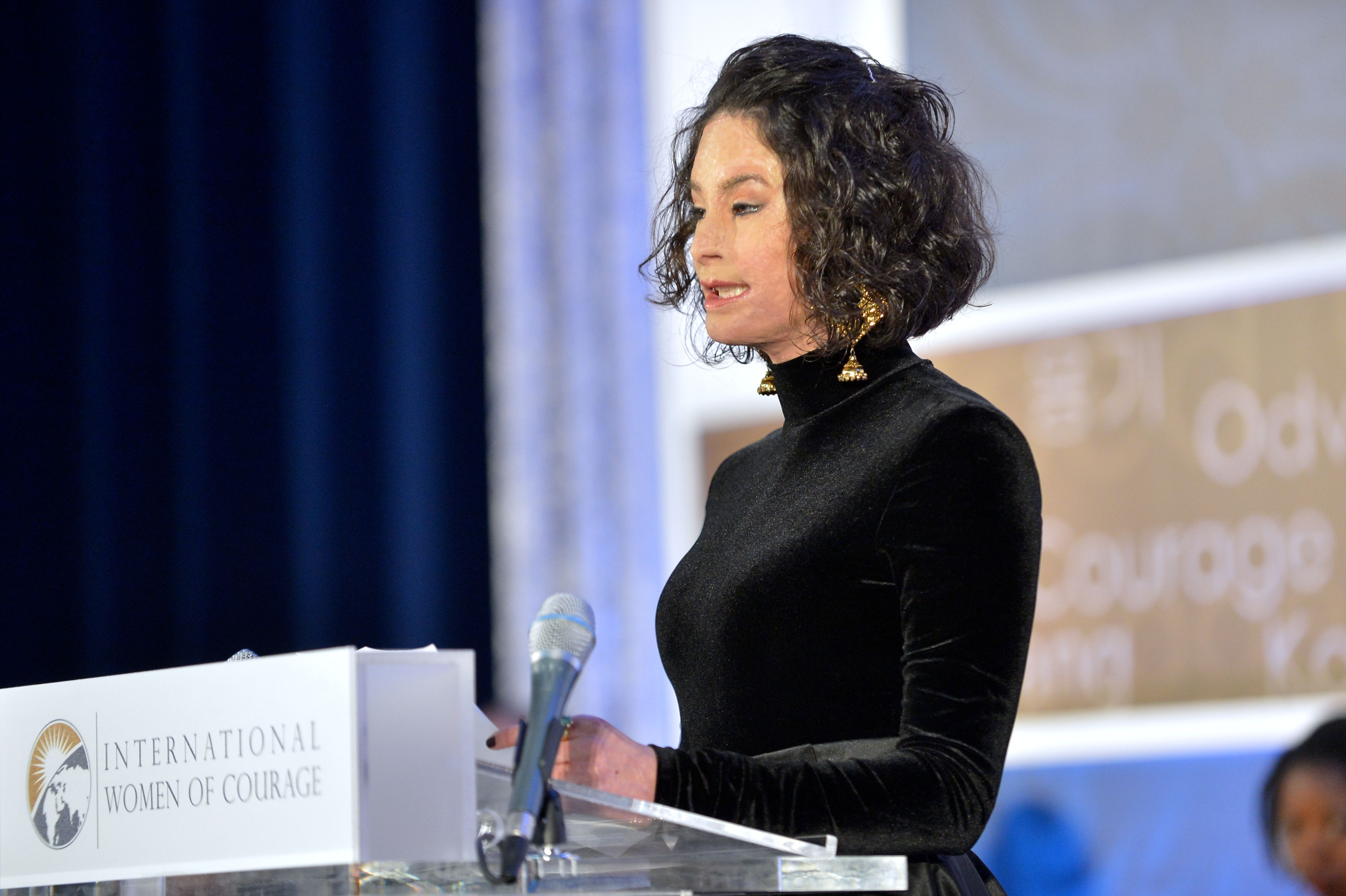
На получении Международной премии «За женское мужество» с речью в Государственном департаменте США в Вашингтоне, 29 марта 2017 года.

Наталья Понсе де Леон (исп. Natalia Ponce de León; род. 8 августа 1980) — колумбийская женщина из Боготы. Она стала жертвой преступления, но осталась в живых и успешно агитировала за закон в своей стране, направленный против лиц, совершающих нападения на людей с использованием кислоты. В 2016 году она была включена в список 100 женщин BBC. Она имеет степень бакалавра в области киноведения в Политехническом университете Гранколомбиано в Боготе.

## Нападение
Родившаяся в Боготе Понсе де Леон вернулась на родину, прожив некоторое время в Лондоне, где она изучала английский язык и работала официанткой в ресторане. Она начала работать вместе с матерью, изготавливая школьную форму. Понсе де Леон была неожиданно атакована Джонатаном Вегой, который выплеснул литр серной кислоты на её лицо и тело 27 марта 2014 года, когда она навещала свою мать в Санта-Барбаре. Вега, бывший сосед, по слухам, был «одержим» Понсе де Леон и угрожал ей смертью после того, как она отклонила его предложение завязать с ним отношения. 24 % её тела было сильно обожжено в результате нападения. Понсе де Леон перенесла 37 реконструктивных операций на лице и теле с момента этого нападения.

## Общественный резонанс и новый закон
Её случай не был единичным. За три года до этого нападения стало известно, что Колумбия имеет один из самых высоких показателей нападений с использованием кислоты на душу населения в мире. Однако до тех пор, пока не стартовала кампания Понсе де Леон через несколько месяцев после её случая, действенного закона против подобных преступлений в стране не существовало.
Новый закон, названный её именем, определил обливание кислотой как специфическое преступление и увеличил максимальное наказание для совершивших его до 50 лет лишения свободы. Закон также был направлен на предоставление жертвам лучшей государственной медицинской помощи, включая реконструктивную хирургию и психологическую терапию. Понсе де Леон выразила надежду, что новый закон послужит сдерживающим фактором против будущих нападений.

## Освещение в СМИ
Понсе де Леон отважно выступала публично с защитной маской во время своей кампании. Однако она решила показать своё лицо, когда книга «Возрождение Натальи Понсе де Леон» (исп. El renacimiento de Natalia Ponce de León), в которой рассказывается её история, была опубликована в апреле 2015 года.